# Lo Borg (Òlt)
Lo Borg (occità) o Le Bourg (francès) és un municipi francès, situat al departament de l'Òlt i a la regió d'Occitània.
| 1962                                       | 1968 | 1975 | 1982 | 1990 | 1999 | 2007 |
| ------------------------------------------ | ---- | ---- | ---- | ---- | ---- | ---- |
| 273                                        | 228  | 218  | 222  | 229  | 246  | 297  |
| Des de 1962: població sense dobles comptes |      |      |      |      |      |      |

| Període | Identitat       | Partit |
| ------- | --------------- | ------ |
| 2001-   | Christian Faure |        |